# العلاقات الباربادوسية النيبالية
العلاقات الباربادوسية النيبالية هي العلاقات الثنائية التي تجمع بين باربادوس ونيبال.

## مقارنة بين البلدين
هذه مقارنة عامة ومرجعية للدولتين:
| وجه المقارنة                                              | باربادوس       | نيبال                             |
| --------------------------------------------------------- | -------------- | --------------------------------- |
| المساحة (كم2)                                             | 439            | 147.18 ألف                        |
| عدد السكان (نسمة)                                         | 285.72 ألف     | 29.40 مليون                       |
| الكثافة السكانية (ن./كم²)                                 | 65.08 ألف      | 199.76                            |
| العاصمة                                                   | بريدج تاون     | كاتماندو                          |
| اللغة الرسمية                                             | لغة إنجليزية   | اللغة النيبالية                   |
| العملة                                                    | دولار بربادوسي | روبية نيبالية                     |
| الناتج المحلي الإجمالي (بليون دولار)                      | 4.80 مليار     | 24.47 مليار                       |
| الناتج المحلي الإجمالي (تعادل القوة الشرائية) بليون دولار | 4.66 مليار     | 70.20 مليار                       |
| الناتج المحلي الإجمالي الاسمي للفرد دولار أمريكي          | 15.43 ألف      | 743                               |
| الناتج المحلي الإجمالي للفرد دولار أمريكي                 | 16.06 ألف      | 2.37 ألف                          |
| مؤشر التنمية البشرية                                      | 0.795          | 0.548                             |
| رمز المكالمات الدولي                                      | +1246          | +977                              |
| رمز الإنترنت                                              | .bb            | .np                               |
| المنطقة الزمنية                                           | 00             | UTC+05:45، التوقيت الموحد لنيبال ‏ |

## منظمات دولية مشتركة
يشترك البلدان في عضوية مجموعة من المنظمات الدولية، منها:
| علم المنظمة | اسم المنظمة                               | تاريخ انضمام باربادوس | تاريخ انضمام نيبال |
| ----------- | ----------------------------------------- | --------------------- | ------------------ |
|             | مؤسسة التنمية الدولية                     | 29 سبتمبر 1999        | 6 مارس 1963        |
|             | يونسكو                                    | 24 أكتوبر 1968        | 1 مايو 1953        |
|             | مؤسسة التمويل الدولية                     | 25 يونيو 1980         | 7 يناير 1966       |
|             | منظمة حظر الأسلحة الكيميائية              | ?                     | ?                  |
|             | الأمم المتحدة                             | 9 ديسمبر 1966         | 14 ديسمبر 1955     |
|             | منظمة الشرطة الجنائية الدولية             | ?                     | ?                  |
|             | البنك الدولي للإنشاء والتعمير             | 12 سبتمبر 1974        | 6 سبتمبر 1961      |
|             | الاتحاد البريدي العالمي                   | ?                     | ?                  |
|             | المركز الدولي لتسوية المنازعات الاستشارية | 1 ديسمبر 1983         | 6 فبراير 1969      |
|             | وكالة ضمان الاستثمار متعدد الأطراف        | 12 أبريل 1988         | 9 فبراير 1994      |
|             | منظمة التجارة العالمية                    | ?                     | ?                  |

## وصلات خارجية
- موقع وزارة الخارجية الباربادوسية
- موقع وزارة الخارجية النيبالية